# Каваклыоглу, Эбру
Эбру Каваклыоглу (тур. Ebru Kavaklıoğlu; род. 14 марта 1970, Шадринск, Курганская область), урождённая Елена Николаевна Копытова — российская и турецкая легкоатлетка, специалистка по бегу на длинные дистанции, кроссу и экидэну. В период 1992—1998 годов выступала за сборную России по лёгкой атлетике, в 1999—2004 годах представляла Турцию. Многократная победительница и призёрка национальных чемпионатов, чемпионка Средиземноморских игр в Тунисе, участница трёх летних Олимпийских игр.

## Биография
Елена Николаевна Копытова родилась 14 марта 1970 года в городе Шадринске Курганской области РСФСР.
Занималась бегом на отделении лёгкой атлетики в Детско-юношеской спортивной школе города Шадринска. Первый тренер — Измайлова Галина Григорьевна. В 1989 году окончила Шадринский техникум физической культуры. Работала инструктором Курганского облспорткомитета. Окончила Шадринский государственный педагогический институт, где училась на факультете физической культуры и спорта. Тренер — Кислицин Михаил Михайлович, заслуженный тренер России.
Участник первенства Европы среди юниоров 1989 года в Югославии. Заняла 6 место в беге на 800 метров.
В сезоне 1992 года выиграла серебряную медаль в беге на 3000 метров на Мемориале братьев Знаменских в Москве. Благодаря череде удачных выступлений вошла в состав Объединённой команды, собранной из спортсменов бывших советских республик для участия в летних Олимпийских играх в Барселоне — в итоге в дисциплине 3000 метров финишировала здесь шестой.
На чемпионате России 1993 года в Москве взяла бронзу в беге на 3000 метров, уступив Елене Романовой и Людмиле Борисовой. В той же дисциплине стала серебряной призёркой на Кубке Европы в Риме, показала одиннадцатый результат на чемпионате мира в Штутгарте. Также в этом сезоне проявила себя в кроссе: выиграла бронзовую медаль на открытом чемпионате России в Кисловодске, закрыла тридцатку сильнейших на кроссовом чемпионате мира в Аморебьета-Эчано. Была лучшей на Иокогамском международном женском экидэне, стала второй на экидэне в Тибе.
В 1994 году на открытом чемпионате России по кроссу в Кисловодске выиграла серебряную медаль, тогда как на чемпионате мира по кроссу в Будапеште вновь стала тридцатой в личном зачёте. Отметилась выступлением на чемпионате мира по экидэну в Литохороне, где вместе со своими соотечественницами завоевала золотую медаль. Помимо этого, выиграла международные женские экидэны в Иокогаме и Сеуле.
После некоторого перерыва в 1997 году возобновила спортивную карьеру, в частности одержала победу в беге на 5000 метров на чемпионате России в Туле. При этом на чемпионате мира в Афинах остановилась на предварительном квалификационном этапе. Принимала участие в кроссовом чемпионате мира в Турине.
В 1998 году на чемпионате России в Москве стала серебряной призёркой на дистанции 5000 метров. В той же дисциплине заняла 17-е место на чемпионате Европы в Будапеште. Расположилась на шестой позиции на чемпионате мира по экидэну в Манаусе.

### Выступления за команду Турции
В 1999 году Копытова получила турецкое гражданство с именем Эбру Каваклыоглу через договорный брак с братом турецкого спортсмена Чингиза Каваклыоглу (тур. Cengiz Kavaklıoğlu), переехала на постоянное жительство в Турцию и начиная с этого времени представляла на международных соревнованиях турецкую национальную сборную. Так, в этом сезоне под турецким флагом она стартовала на чемпионате мира в Севилье, где в беге на 5000 метров финишировала пятой.
В 2000 году в беге на 3000 метров выступила на чемпионате Европы в помещении в Генте, представляла Турцию в беге на 5000 метров на Олимпийских играх в Сиднее — в обоих случаях в финал не вышла.
В 2001 году побывала на Средиземноморских играх в Тунисе, откуда привезла награды бронзового и золотого достоинства, выигранные на дистанциях 1500 и 5000 метров соответственно.
Принимала участие в Олимпийских играх 2004 года в Афинах — в программе бега на 5000 метров с результатом 15:52,39 не смогла пройти квалификацию.
В 33 года закончила спортивную карьеру из-за болезни после травм (межпозвоночная грыжа, больная поясница). После олимпиады в Барселоне в Российском научном центре «Восстановительная травматология и ортопедия» имени академика Г. А. Илизарова в Кургане делали дерицепцию диска. Перед олимпиадой в Афинах делала операцию в Турции, но она прошла неудачно. Повторно прооперировалась снова в институте имени академика Г. А. Илизарова.
Работает тренером. В Стамбуле занималась с детьми, в основном работала с бегуньей Мерве Айдын (тур. Merve Aydın).

## Награды и звания
- Мастер спорта России международного класса
- Летние Олимпийские игры 1992 год, Барселона, Испания — 6 место в беге на 3000 м
- Летние Олимпийские игры 2000 год, Сидней, Австралия — раунд 1 — 15:49.15 в беге на 5000 м
- Летние Олимпийские игры 2004 год, Афины, Греция — 14 место — раунд 1 — 15:52.39 в беге на 5000 м
- Чемпионат мира по лёгкой атлетике 1993 год, Штутгарт, Германия — 11 место
- Чемпионат мира по лёгкой атлетике 1997 год, Афины, Греция — квалификационный раунд
- Чемпионат мира по лёгкой атлетике 1999 год, Севилья, Испания — 5 место
- Чемпионат мира по бегу по пересечённой местности 1993 год, Аморебьета-Эчано, Испания — 30 место
- Чемпионат мира по бегу по пересечённой местности 1994 год, Будапешт, Венгрия — 30 место
- Чемпионат мира по бегу по пересечённой местности 1997 год, Турин, Италия
- Чемпионат мира по экидену 1994 год, Литохорон, Греция —  место
- Чемпионат мира по экидену 1998 год, Манаус, Бразилия — 6 место
- Чемпионат Европы по лёгкой атлетике 1998 год, Будапешт, Венгрия — 17 место
- Чемпионат Европы по лёгкой атлетике в помещении 2000 год, Гент, Бельгия
- Кубок Европы по лёгкой атлетике 1993 год, Рим, Италия —  место в беге на 3000 м
- Первенство Европы среди юниоров 1989 год, Югославия, — 6 место в беге на 800 м
- Средиземноморские игры 2001 год, Тунис —  место в беге на 1500 м
- Средиземноморские игры 2001 год, Тунис —  место в беге на 5000 м
- Чемпионат России по лёгкой атлетике 1993 год, Москва —  место в беге на 3000 м
- Чемпионат России по лёгкой атлетике 1993 год, Кисловодск —  место в кроссе на 4,725 км
- Чемпионат России по лёгкой атлетике 1994 год, Кисловодск —  место в кроссе на 5 км
- Чемпионат России по лёгкой атлетике 1997 год, Тула —  место в беге на 5000 м
- Чемпионат России по лёгкой атлетике 1998 год, Москва —  место в беге на 5000 м
- Мемориал братьев Знаменских 1992  год —  в беге на 3000 метров

## Семья
В 1999 году для получения турецкого гражданства заключила договорный брак с братом турецкого спортсмена Чингиза Каваклыоглу (тур. Cengiz Kavaklıoğlu).
Муж Анатолий Бычков – в прошлом спортсмен, а ныне тренер; сын Арсений (род. в г. Шадринске). Живут в городе Мармарис ила Мугла Турции.